# Галичская возвышенность
Га́личская возвы́шенность (Галичско-Чухломская) — холмистая моренная гряда. Расположена в Костромской и Вологодской областях России.
Находится к западу от Северных Увалов, приурочена к тектоническому поднятию — Солигаличско-Сухонскому мегавалу. Меридиональная протяжённость — 250 км, высота — от 150 до 200 м, наибольшая — 293 м. Покрыта смешанными хвойно-широколиственными лесами. Дренируется притоками Волги и Унжи на восточном склоне, Костромы и Сухоны — на западном. Преобладающий рельеф — холмисто-моренный в сочетании с озовыми и конечно-моренными грядами.
На территории возвышенности находятся два крупных озера — Галичское и Чухломское, а также государственный природный заказник Сысоевский бор.